# Back to Bedlam
Back to Bedlam is het debuutalbum van de Britse popartiest James Blunt. Dit commercieel succesvolle album zorgde voor zijn grote doorbraak. De singles van dit album waren High, Goodbye my Lover, You're Beautiful en Wisemen.
De eerste internationale tournee van Blunt was gekoppeld aan dit album en heette dan ook de Back To Bedlam Tour. Tijdens deze tour trad hij onder meer op in de Heineken Music Hall in Amsterdam op 30 januari 2006.
De eerste single, High, kwam niet uit in Nederland, maar was wel een grote hit in Italië. Het nummer haalde verder geen hoge hitnoteringen. De tweede single, die eerst uitkwam in Engeland, was You're Beautiful, en dit nummer kwam op nummer één in België, Canada, Tsjechië, Nederland, Ierland, Italië, Letland, Noorwegen, Zweden, Engeland en de Verenigde Staten. Hierdoor werd Back To Bedlam een van de meest verkochte albums uit 2005. De latere singles, Goodbye My Lover en Wisemen, haalden in een aantal landen ook hoge posities, zoals in Nederland.
Een aantal nummers (covers) zijn afgevallen voor het album, zoals Fall At Your Feet van Crowded House. Blunt speelde deze nummers wel op zijn eerste concerten.

## Tracklist
| 1.                 | High             | 4:03 |
| 2.                 | You're Beautiful | 3:33 |
| 3.                 | Wisemen          | 3:42 |
| 4.                 | Goodbye My Lover | 4:18 |
| 5.                 | Tears and Rain   | 4:04 |
| 6.                 | Out of my Mind   | 3:33 |
| 7.                 | So Long Jimmy    | 4:24 |
| 8.                 | Billy            | 3:37 |
| 9.                 | Cry              | 4:06 |
| 10.                | No Bravery       | 4:02 |
| Totale duur: 39:28 |                  |      |